# Tlacojalpan (kommun)
Tlacojalpan är en kommun i Mexiko.   Den ligger i delstaten Veracruz, i den sydöstra delen av landet, 400 km öster om huvudstaden Mexico City.
Följande samhällen finns i Tlacojalpan:
- Tlacojalpan
- Ambrosio Alcalde